# Plastrão
Plastrão (também grafado plastrom) é o escudo ventral  característico das carapaças dos quelónios. 
Nos machos é côncavo, ao passo que nas fêmeas é convexo, o que facilita o procedimento da cópula, de modo a que o macho possa encaixar-se sobre a fêmea. Para isto, é importante que o macho seja maior do que a fêmea.